# Małgorzata Milewska-Stawiany
Małgorzata Milewska-Stawiany (ur. 7 października 1962 w Sejnach, zm. 23 maja 2015 w Gdańsku) – językoznawca, profesor Uniwersytetu Gdańskiego.

## Życiorys
19 czerwca 1997 roku obroniła napisaną pod kierunkiem prof. Edwarda Brezy pracę doktorską „Toponimia powiatu tucholskiego”, opublikowaną w roku 2000 w Wydawnictwie Gdańskim. Pracowała w Katedrze Języka Polskiego w Instytucie Filologii Polskiej Uniwersytetu Gdańskiego. W badaniach naukowych zajmowała się przede wszystkim słowotwórstwem polskim i górnołużyckim. Prace M. Milewskiej-Stawiany obejmują zakres toponomastyki i kultury języka. Językowi górnołużyckiemu, który należał do jej szczególnych zainteresowań poświęciła swoją dysertację habilitacyjną pt. „Górnołużyckie deminutywa w systemie językowym i w tekście”, którą obroniła 20 grudnia 2012 roku. Małgorzata Milewska-Stawiany była również autorką i współautorką prac na temat wspomnianej wyżej kultury języka. Kierowała założoną przez prof. Bogusława Kreję Telefoniczną Poradnią Językową Uniwersytetu Gdańskiego. Należała do Oddziału Gdańskiego Towarzystwa Miłośników Języka Polskiego, którego wiceprzewodniczącą była przez jedną kadencję.